# Norsk Film A/S
Norsk Film A/S var ett norskt filmbolag som grundades 1932 av Norges 40 kommunala biografer. 1974 gick norska staten in som huvudägare. Det avvecklades 2001. 

## Filmer från Norsk Film A/S
Som produktionsbolag
- Musikk for bryllup og begravelser (2002)
- Heftig og begeistret (2001)
- Tyven tyven (2001)
- Lime (2001)
- Det største i verden (2001)
- Når mørkret er forbi (2000)
- Aberdeen (2000)
- 1998: Tørst - Fremtidens forbrytelser (1999)
- Cellofan (1998)
- En dag til i solen (1998)
- 1732 Høtten (1998)
- Insomnia (1997)
- Budbringeren (1997)
- Salige er de som tørster (1997)
- Jakten på nyresteinen (1996)
- Maja Steinansikt (1996)
- Ti kniver i hjertet (1995)
- Kristin Lavransdotter (1995)
- Pakten (1995)
- Tashunga (1995)
- Kjærlighetens kjøtere (1995)
- Hustruer III (1995)
- Over stork og stein (1995)
- Du Pappa (1994)
- Det var en gang (1994)
- Bikinisesongen (1994)
- Secondløitnanten (1993)
- Giftige løgner (1992)
- Krigerens hjerte (1992)
- Døden på Oslo S (1990)
- Landstrykere (1989)
- Veiviseren (1987)
- Ronja Rövardotter (film) (1984)
- Carl Gustav, gjengen og parkeringsbandittene (1982)
- Lucie (1979)
- Mormor og de åtte ungene i skogen (1979)
- Operasjon Cobra (1978)
- Mormor og de åtte ungene i byen (1977)
- Bør Børson II (1976)
- Den siste Fleksnes (1974)
- Når villdyret våkner (1973)
- Dödsleken (1969)
- An-Magritt (1969)
- Bak kulissene (1965)
- Herren og hans tjenere (1959)
- De dødes tjern (1958)
- På solsiden (1956)
- Cirkus Fandango (1954)
- Kirker i Oslo (1954)
- Sonja! (1953)
- Veslefrikk med fela (1952)
- Nødlanding (1952)
- Gategutter (1949)
- Gullfjellet (1941)
- To levende og en død (1937)